# Тимирязев, Аркадий Семёнович
Аркадий Семёнович Тимирязев (1789—1867) — российский чиновник, начальник Санкт-Петербургского таможенного округа (1836—1845).

## Биография
Из дворян Московской губернии, сын Семёна Ивановича Тимирязева и его жены Ольги Михайловны, урождённой Юрьевой.
С 1807 года на военной службе, юнкер в лейб-гвардии егерском полку, с 1808 г. в конной гвардии. Офицер лейб-гвардейского Конного полка, участник Отечественной войны 1812 года и похода русской армии 1813—1814 гг. В 1823 г. уволен в отставку «за болезнью» с чином подполковника.
С 1824 г. на гражданской службе, действительный статский советник (23.03.1834).
В Министерстве финансов состоял по Департаменту внешней торговли. Чиновник особых поручений, с 1827 г. управляющий Кронштадтской таможней, управляющий Петербургской таможней, с 1836 г. исполняющий должность, затем начальник Санкт-Петербургского таможенного округа (1836—1845).
В 1845—1855 гг. состоял при министерстве финансов.
С 1855 г. в отставке.
Награды: ордена Св. Владимира 3-й степени, Св. Анны 2-й степени с алмазами, Св. Станислава 2-й степени со звездой, прусский орден Железного креста; знаки отличия беспорочной службы на Георгиевской ленте за XX лет и за XXV лет.
Умер 16 ноября 1867 г.
В некоторых биографиях упоминается как сенатор. На самом деле сенатором с 24.10.1853 был его брат — Иван Семёнович Тимирязев (16.12.1790-15.12.1867).

## Семья
Первая жена —  Мария Васильевна Протасова (ум. 1819), дочь Василия Ивановича Протасова (1757—1807), тульского губернского предводителя дворянства (1793—1795). Дети:
- Мария Аркадьевна (1816—1866)
- Ольга Аркадьевна (09.09.1817[1]— ?), в замужестве Боде.
- Александр Аркадьевич (23.10.1818— ?), в 70 — е гг. предводитель дворянства Мценского уезда.
- Иван Аркадьевич (23.10.1819—1877), его сын Василий Иванович Тимирязев (1849—1919) — русский государственный деятель, министр торговли и промышленности (1905—1906 и 1909).

Вторя жена (с 9 ноября 1830 года)— баронесса Аделаида Клементьевна Боде (ум. 1887). Дети:
- Николай Аркадьевич (03.08.1835—19.01.1906)
- Дмитрий Аркадьевич (25.07.1837—1903)
- Василий Аркадьевич (06.03.1841—15.08.1912), писатель, журналист, переводчик, театральный рецензент.
- Климент Аркадьевич (22.05.1843—28.04.1920)